# Ил Корзо (Виченца)
Ил Корзо је насеље у Италији у округу Виченца, региону Венето.
Према процени из 2011. у насељу је живело 47 становника. Насеље се налази на надморској висини од 29 м.